# Tschechoslowakische Fußballmeisterschaft 1919
Die Tschechoslowakische Fußballmeisterschaft 1919 (offiziell: Mistrovství ČSF) war die zweite ausgetragene Meisterschaft in der Tschechoslowakei, nachdem 1918 nur regionale Gaumeisterschaften ausgespielt worden waren. Nach der Gründung der Tschechoslowakei am 28. Oktober 1918 gab es im jungen Staat 1919 zwei Fußballverbände. Zum einen den schon 1901 gegründeten Böhmischen Verband ČSF (Český svaz footballový), zum anderen den Slowakischen Verband SzLSz.
Eine offizielle landesweite Meisterschaft gab es nicht. Der Böhmische Verband spielte eine eigene Meisterschaft ohne die slowakischen Klubs aus, an dem die Sieger der vier Gaumeisterschaften teilnahmen.

## Qualifikation
In Mittelböhmen (Středočeská župa) gewann Sparta Prag, in Kladno (Kladenská župa) der SK Kladno, in Westböhmen (Západočeská župa) der FK Olympia Pilsen und in Ostböhmen (Východočeská župa) der SK Hradec Králové.

## Endrunde
Die Endrunde wurde vom 12. September bis zum 9. November 1919 ausgetragen. Sieger wurde ohne Punktverlust der AC Sparta Prag, der damit zum ersten Mal inoffizieller Meister der Tschechoslowakei war.

### Abschlusstabelle
| Pl. | Verein            | Sp. | S | U | N | Tore    | Quote | Punkte |
| --- | ----------------- | --- | - | - | - | ------- | ----- | ------ |
| 1.  | Sparta Prag       | 3   | 3 | 0 | 0 | 017:000 | ∞     | 06:0   |
| 2.  | SK Kladno         | 3   | 1 | 1 | 1 | 005:400 | 1,25  | 03:30  |
| 3.  | FK Olympia Pilsen | 3   | 1 | 1 | 1 | 004:700 | 0,57  | 03:30  |
| 4.  | SK Hradec Králové | 3   | 0 | 0 | 3 | 002:170 | 0,12  | 0:60   |

Platzierungskriterien: 1. Punkte – 2. Torquotient

### Kreuztabelle
| 1919              | SPA | KLA | PLZ | HRA  |
| ----------------- | --- | --- | --- | ---- |
| Sparta Prag       |     | 2:0 | –   | 10:0 |
| SK Kladno         | –   |     | –   | –    |
| FK Olympia Pilsen | 0:5 | 1:1 |     | 3:1  |
| SK Hradec Králové | –   | 1:4 | –   |      |